# コチャ
コチャ（qocha）とは、南米大陸アンデス高地部（山間盆地やアルティプラーノ含む）で見られる、自然のため池、あるいは季節的に生じるため池などを利用した耕作方法。形状は、ため池の形にもよるがほぼ円形や楕円形をなす。構造も、規模にもより様々だが、基本的には、排水および給水のための水路や給水用池が施され、間に畝が作られる。